# ابوالهول بزرگ جیزه

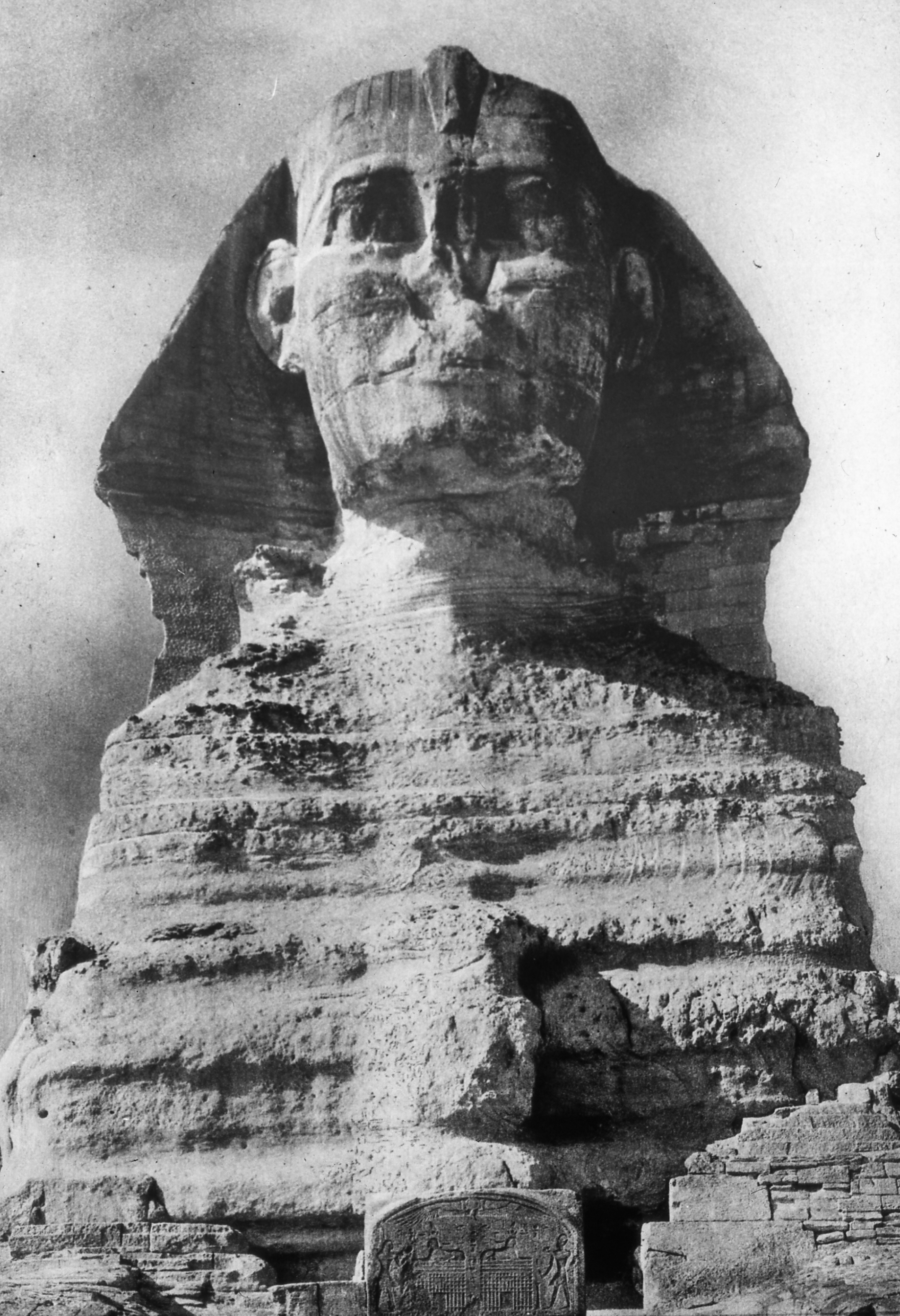

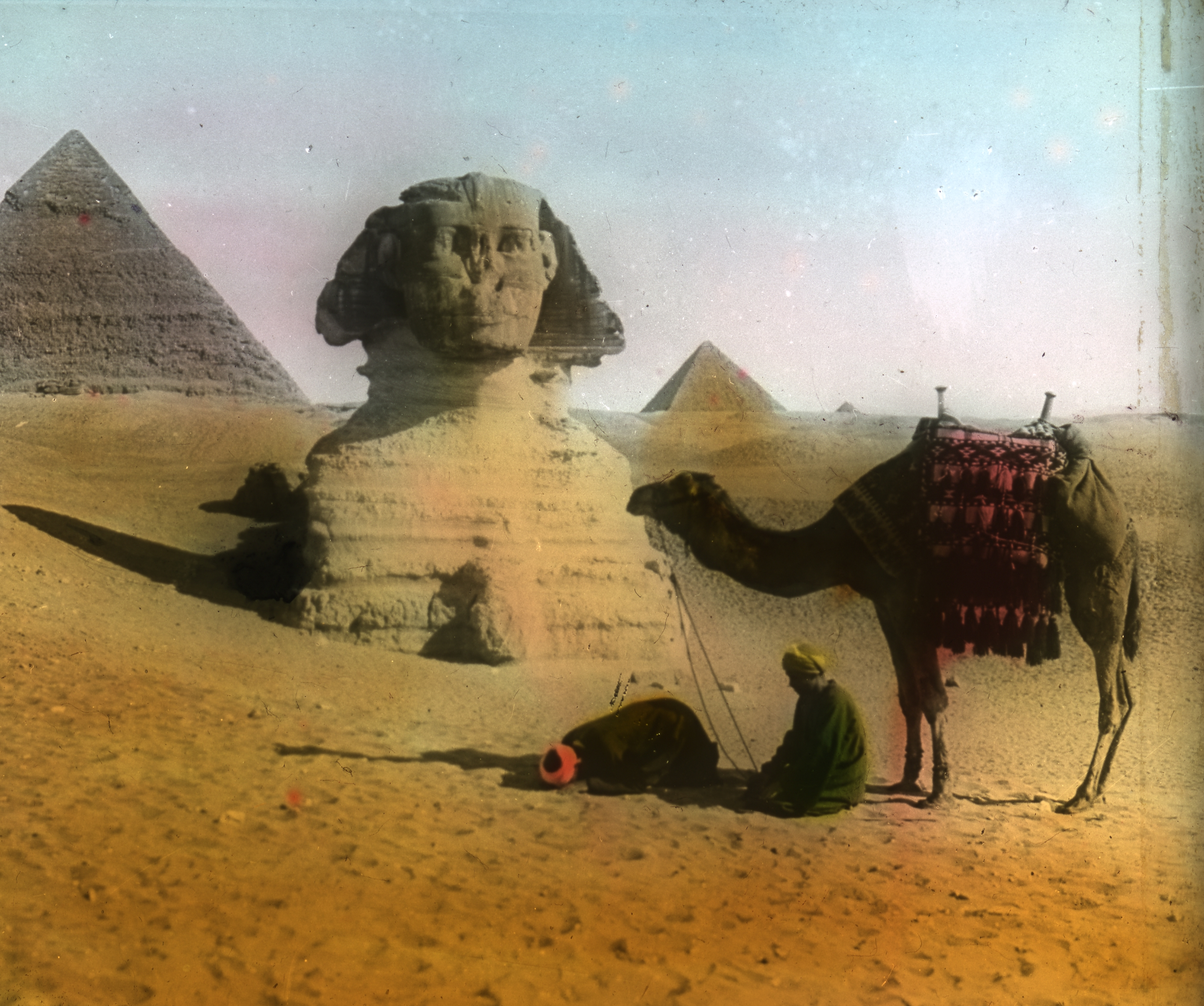

ابوالهول بزرگ جیزه (به عربی: أبو الهول، آوانگاری: ʼabu alhōl / ʼabu alhawl، به معنی: پدر ترس) که اغلب با نام ابوالهول خوانده می‌شود، تندیسی سنگ آهکی است واقع در جیزه، مصر، که به شکل ابوالهولی نشسته‌است. این تندیس، همانند یک ابوالهول افسانه‌ای بدن شیر با سر انسان را دارد و و در کرانه غربی رود نیل قرار دارد.
این تندیس بزرگ‌ترین سازه سنگی ساخته شده توسط انسان بر زمین است که ۷۳٫۵ متر طول، ۶ متر عرض، و بیش از ۲۰ متر ارتفاع دارد.
این تندیس در سال ۱۸۱۶ توسط کاپیتان کاویجیالا کشف شد و در آن هنگام معبدی میان دو پای جلویی شیر وجود داشت. پس از آن این تندیس توسط گستون مسپرو و آگوست ماریت مورد بازبینی قرار گرفت.

## ساخت
شواهد باستان‌شناسی نشان می‌دهد که ابوالهول در حدود ۲۵۰۰ سال قبل از میلاد برای فرعون خفره، سازنده هرم دوم در جیزه ساخته شد.
مکان این تندیس در متنی نوشته شده دربارهٔ مجموعه آرامگاه‌های نزدیک به هرم دوم، دیده می‌شود. این متن را اغلب مصرشناسان به خفرع نسبت می‌دهند. تندیس کوچکی از جنس دیوریت از خفرع نیز، که در ویرانه‌های معبد درون دره پیدا شده‌است، از دیگر دلایلی است که ساخت ابوالهول را به او ربط می‌دهد.

## عدم تناسب
کسانی را که موفق به حل معمّای مجسمه و کاربرد آن نمی‌شدند، آن را مظهر آفتاب می‌نامیدند.
الین ریدر زمین‌شناس، می‌گوید به نظر مجسمه از بقیه هرم‌ها و آثار موجود در این‌جا بسیار قدیمی‌تر است و به نظر می‌رسد بر روی مجسمه دست‌کاری‌های صورت گرفته‌است.

## نگارخانه

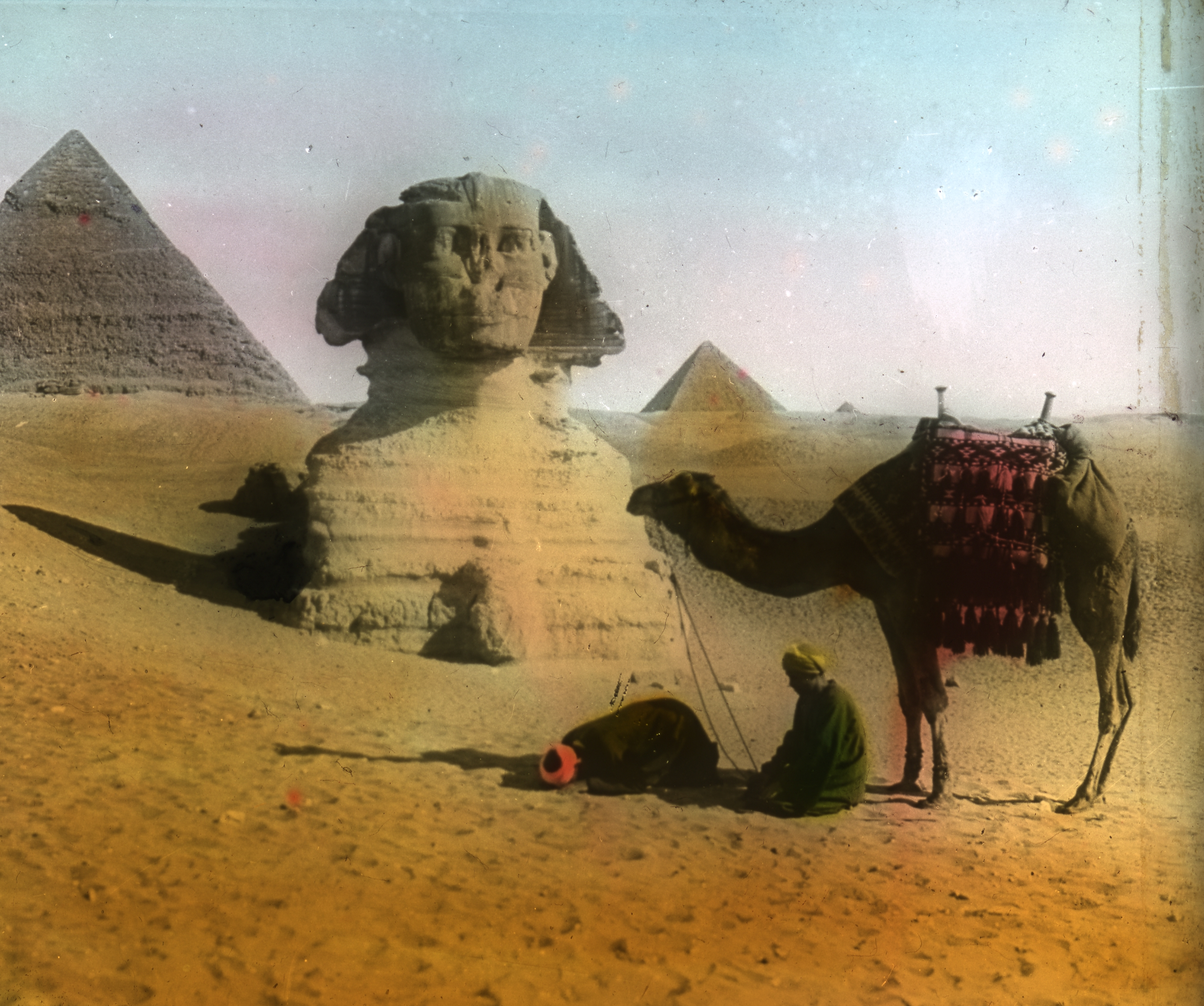
تصویری قدیمی از مجسمه که نیمی از آن در زیر شن است
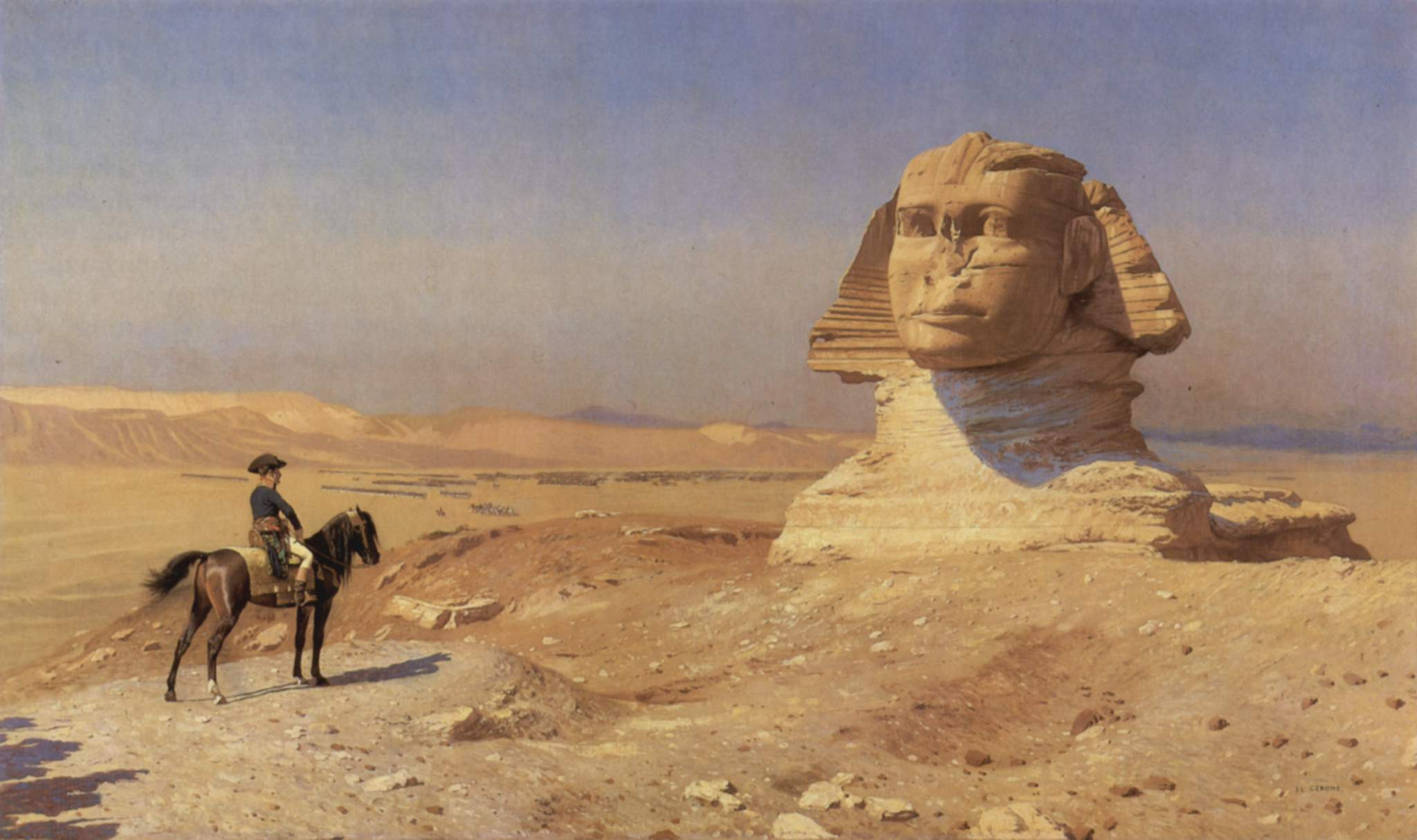
نقاشی مجسمه اثر ژان لئون ژروم، ۱۸۶۷–۱۸۶۸.
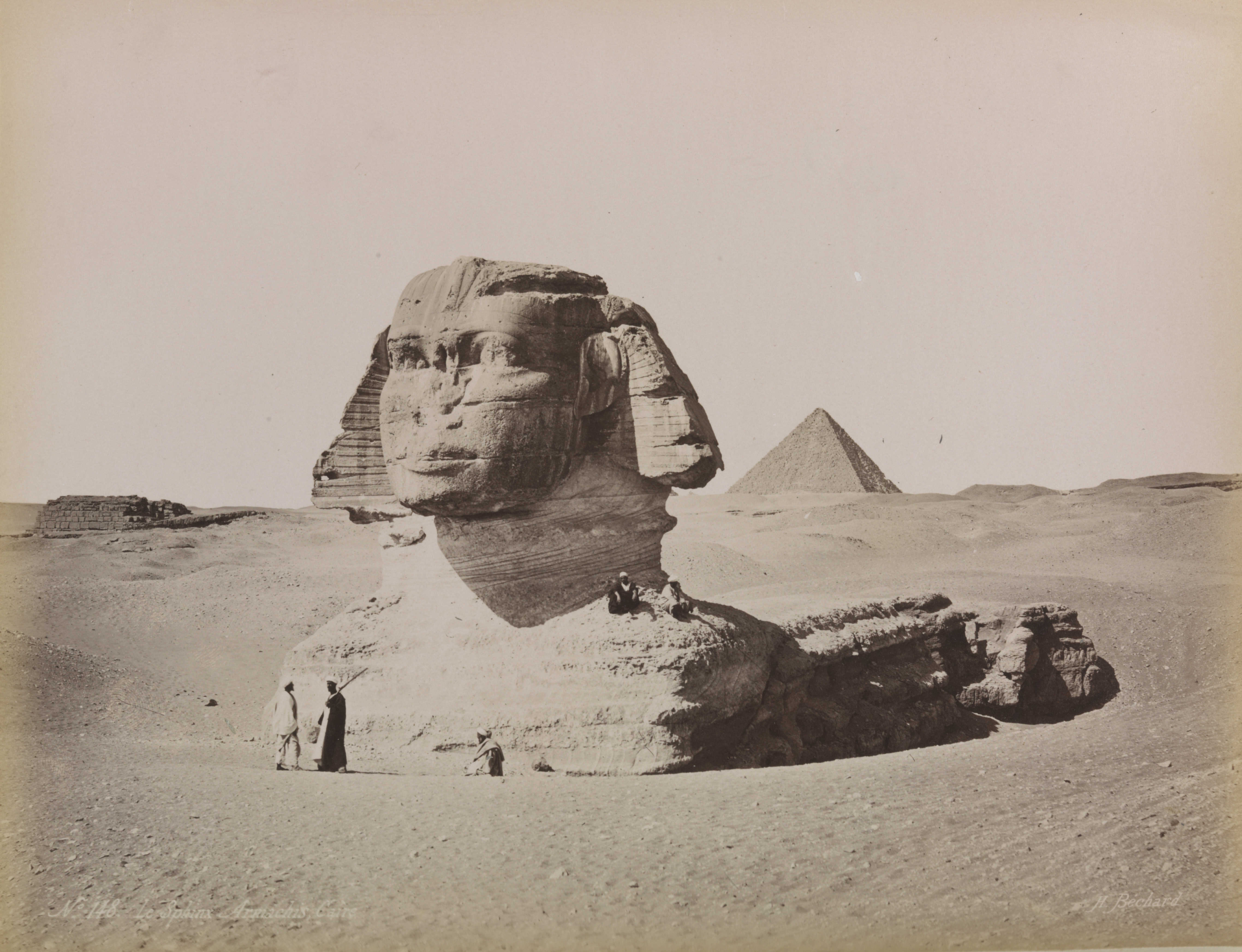
دهه ۱۸۷۰ میلادی
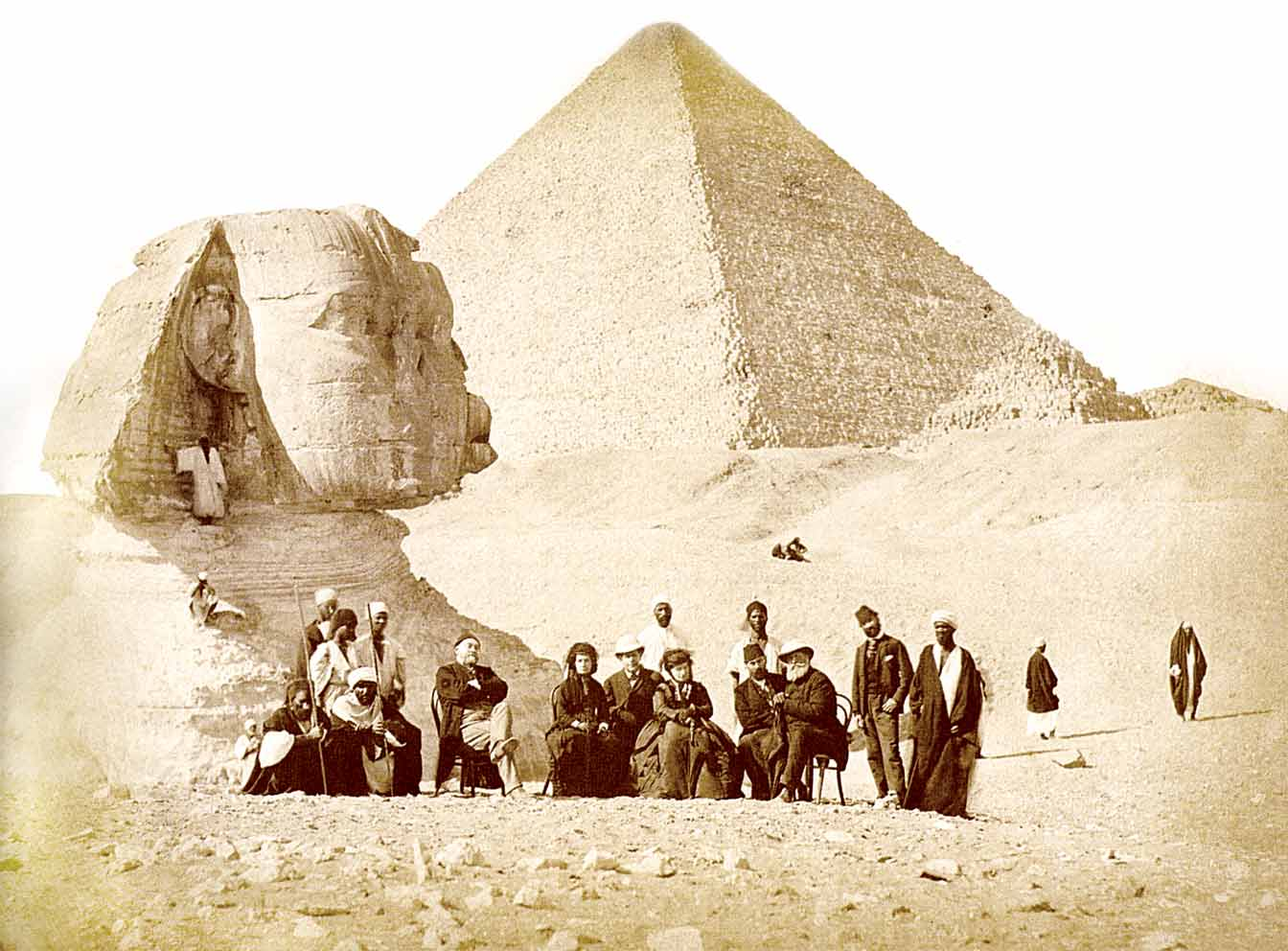
۱۸۷۱
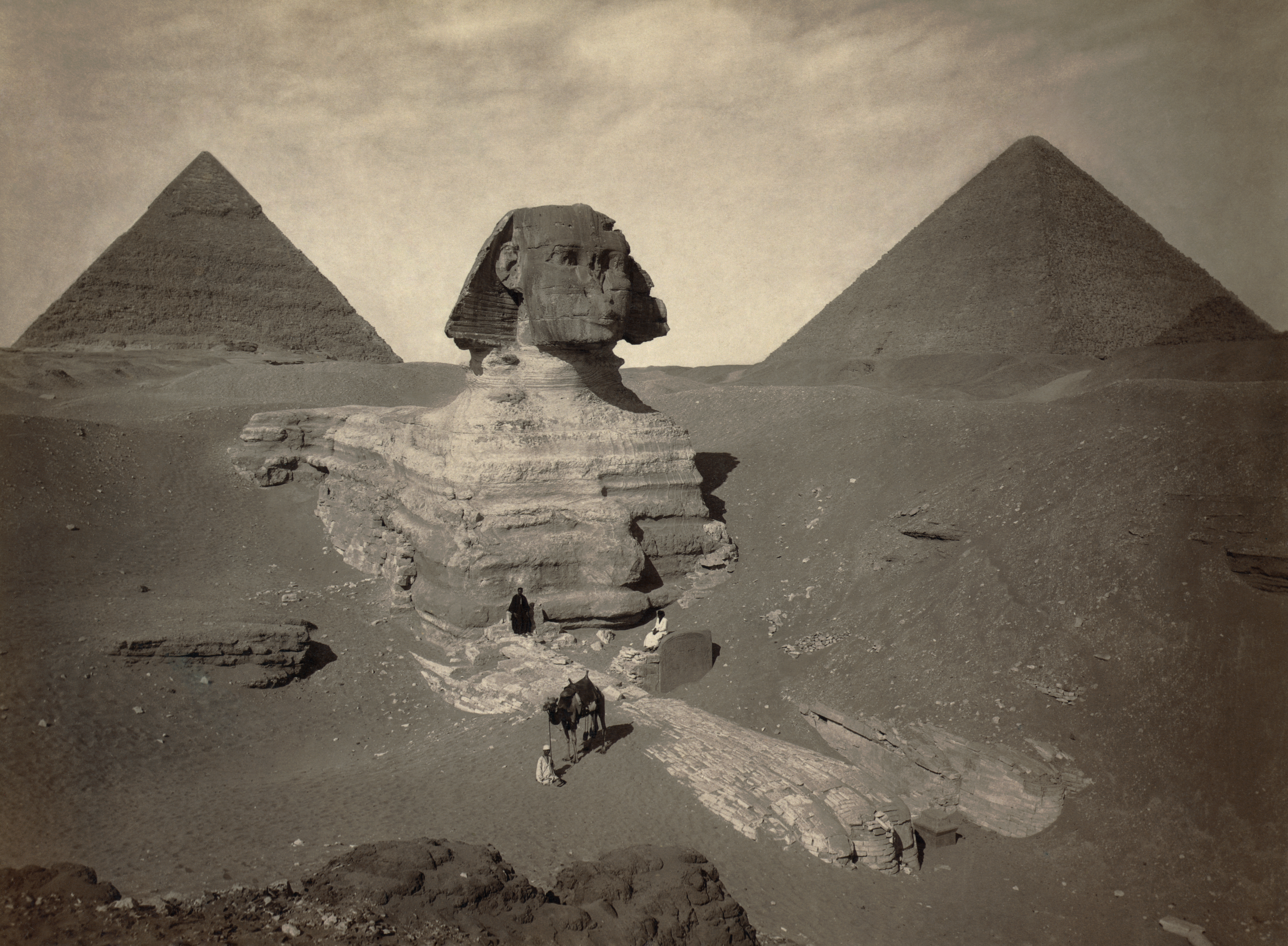
نگاره‌ای از ابوالهول بین سال‌های ۱۸۶۷ و ۱۸۹۹ میلادی. در زمان ثبت نگاره هنوز بخشی از بدنهٔ ابوالهول زیر شن‌ها مدفون بوده‌است. دو هرم بزرگ از اهرام مصر در پشت سر تندیس ابوالهول مشاهده می‌شوند.
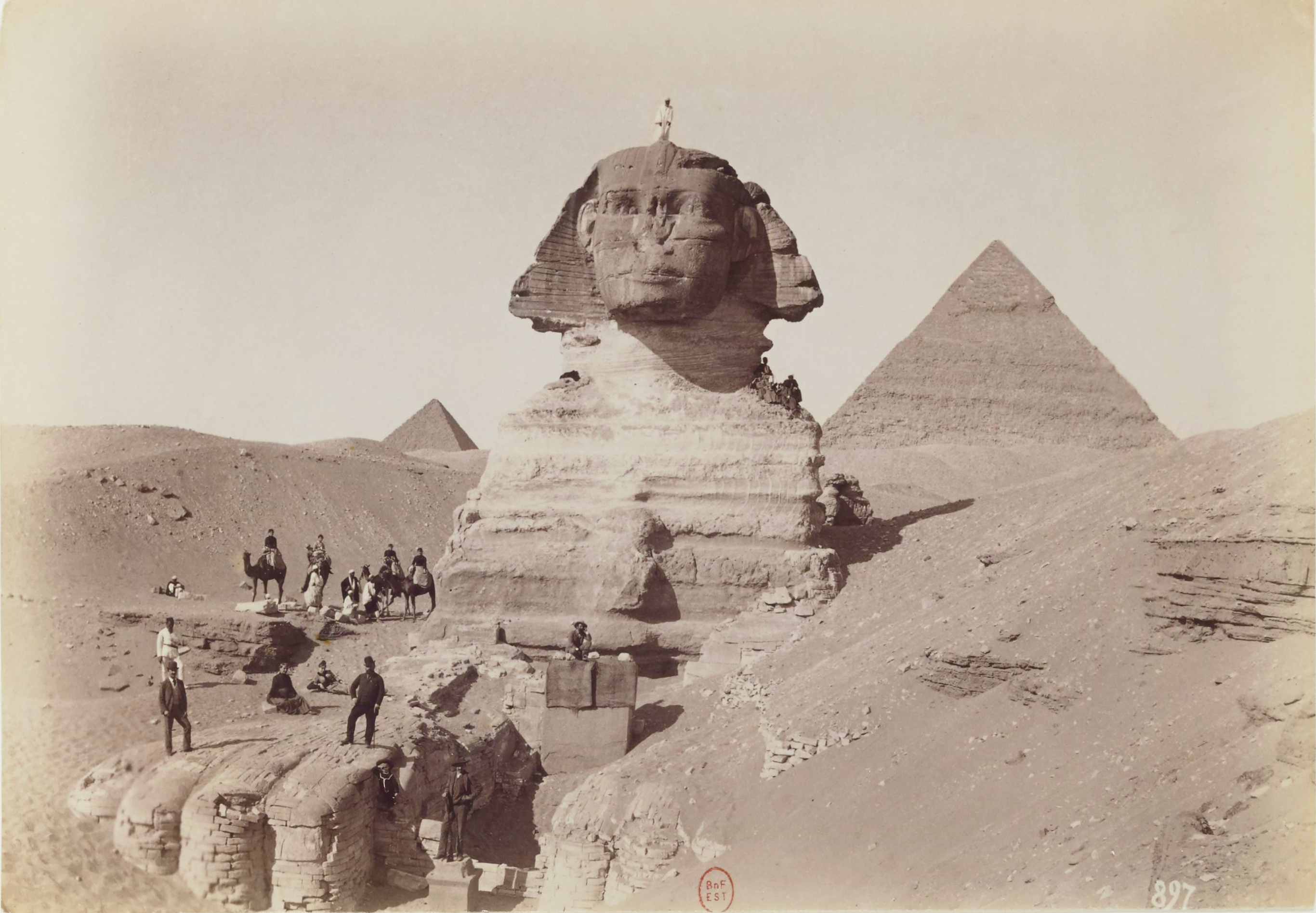
دهه ۱۸۸۰
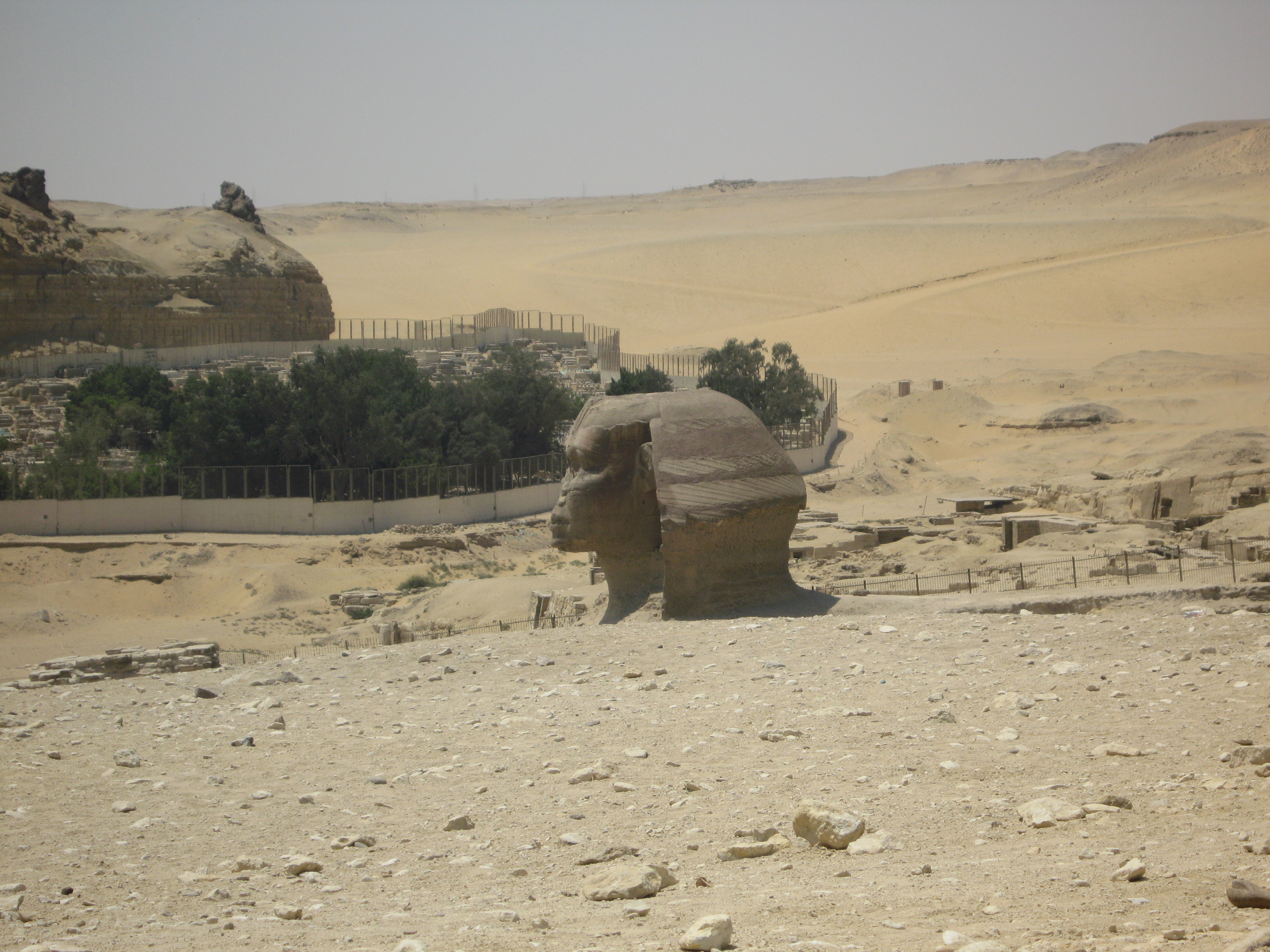
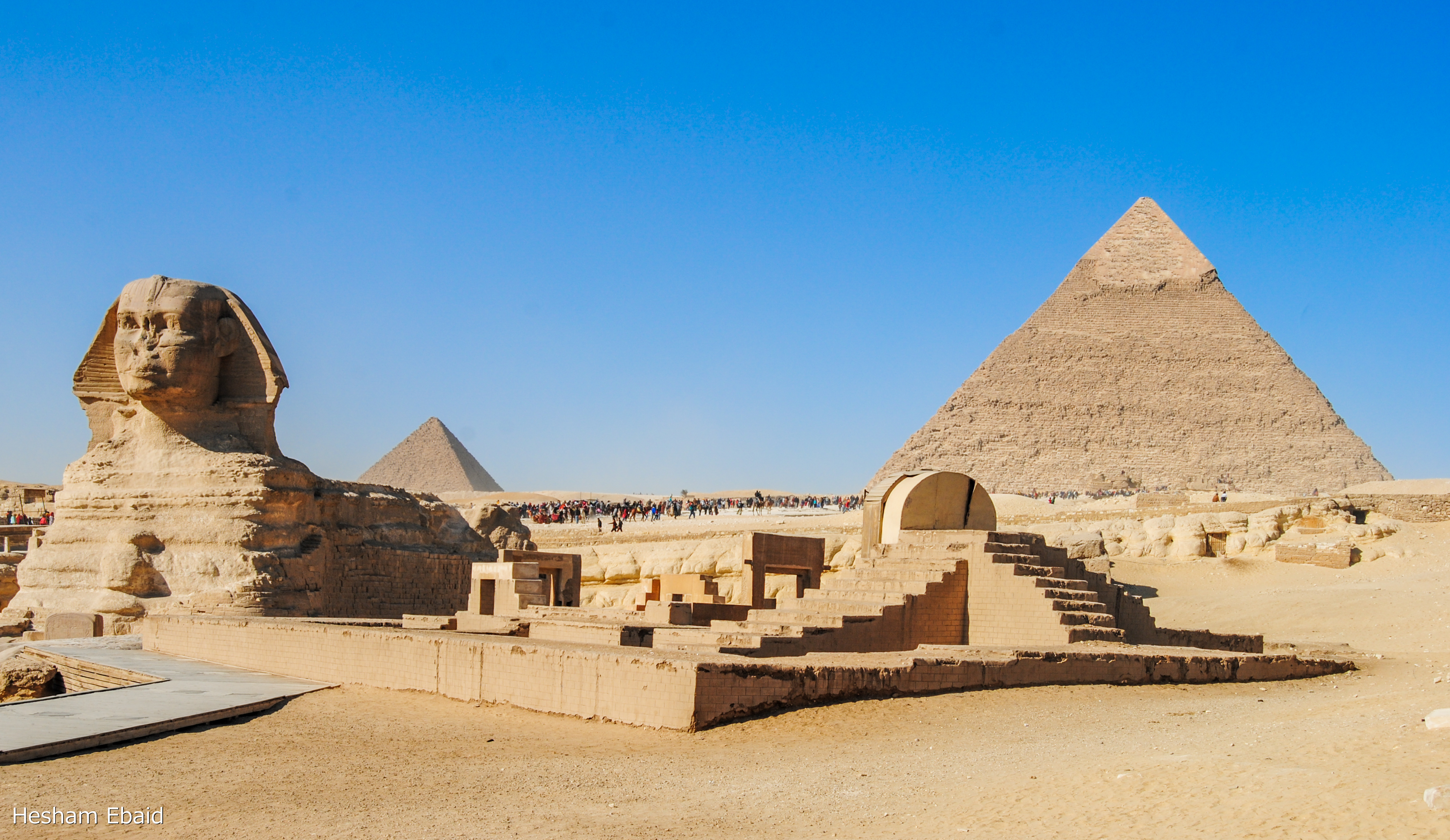
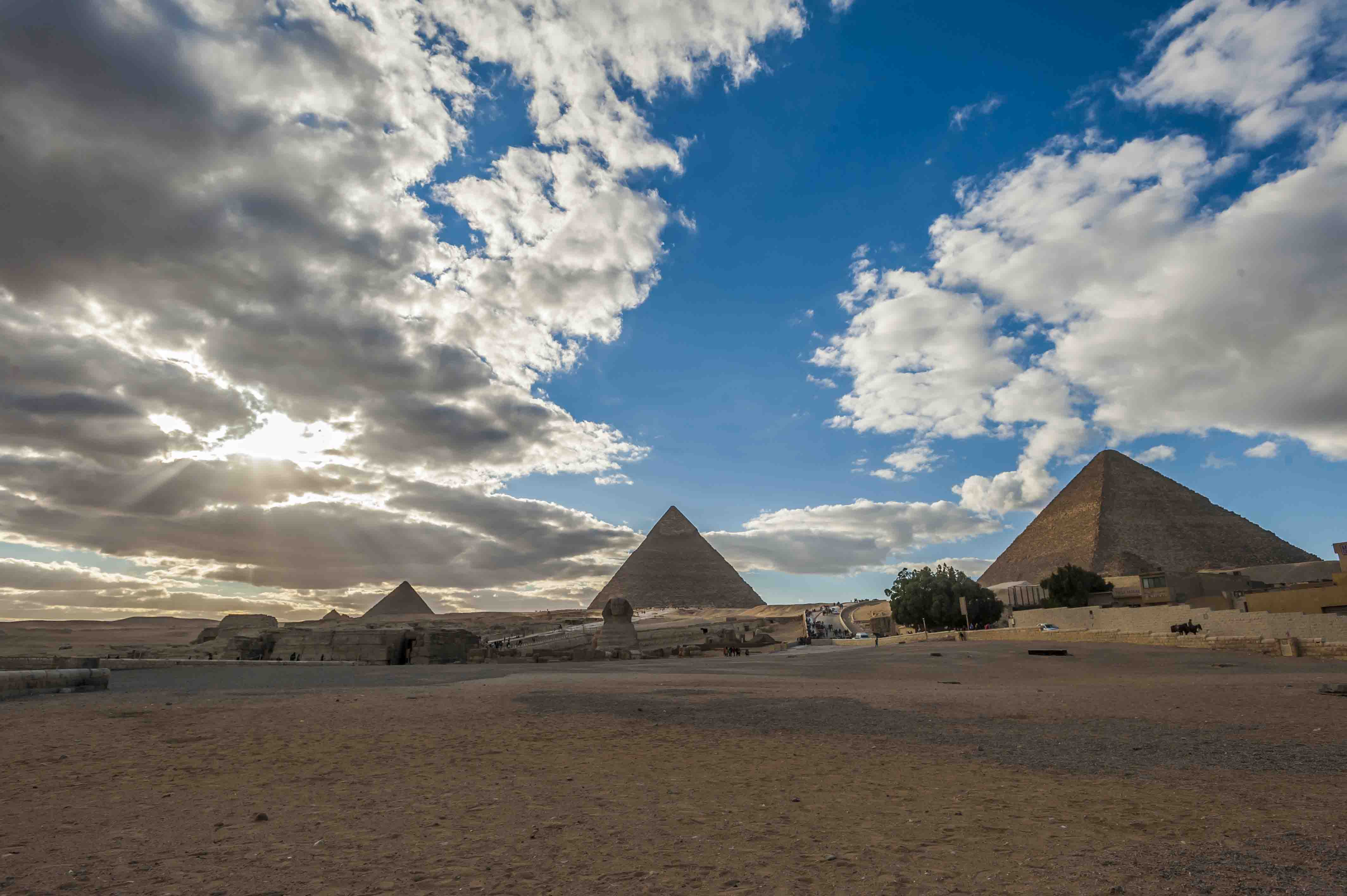
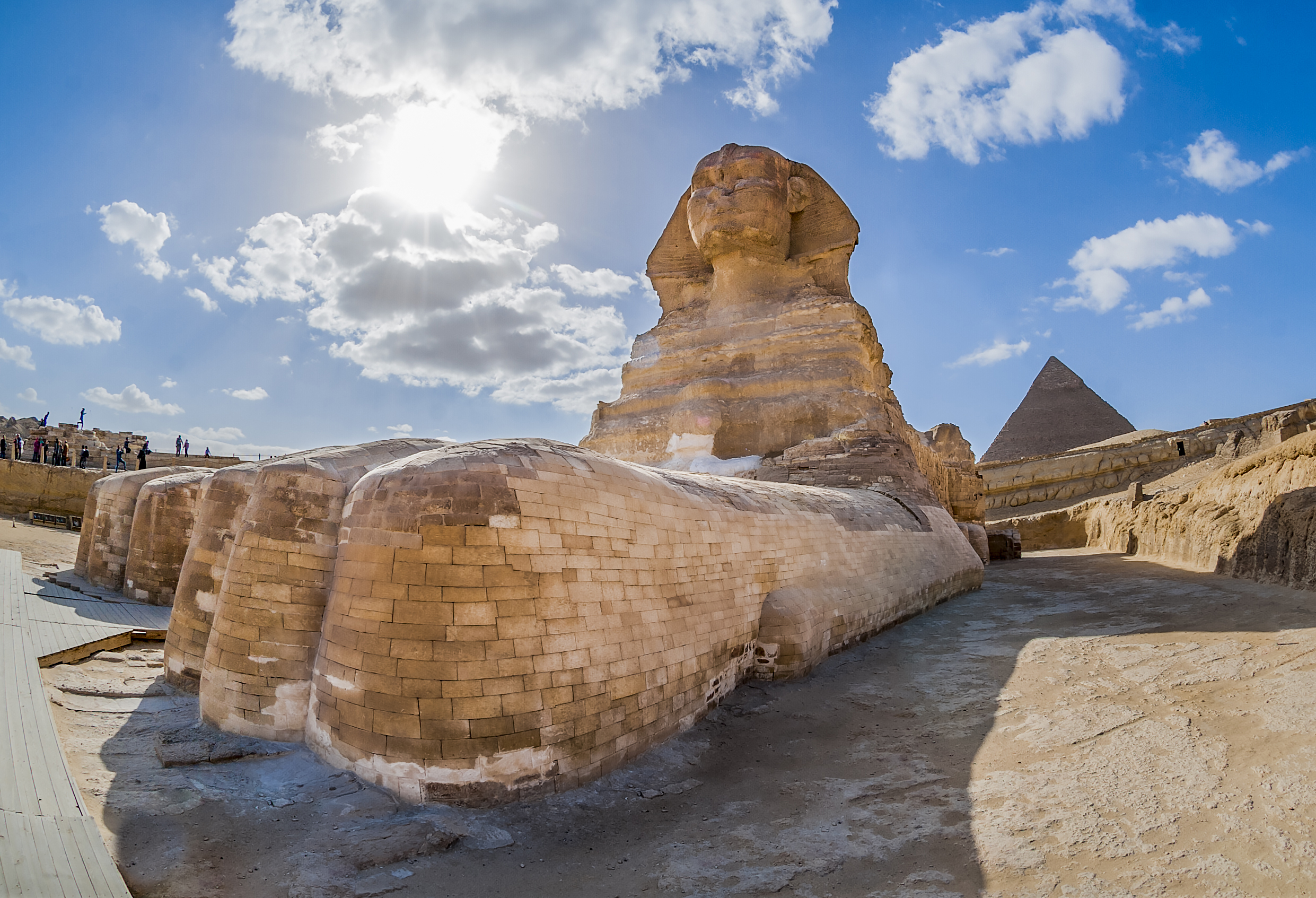
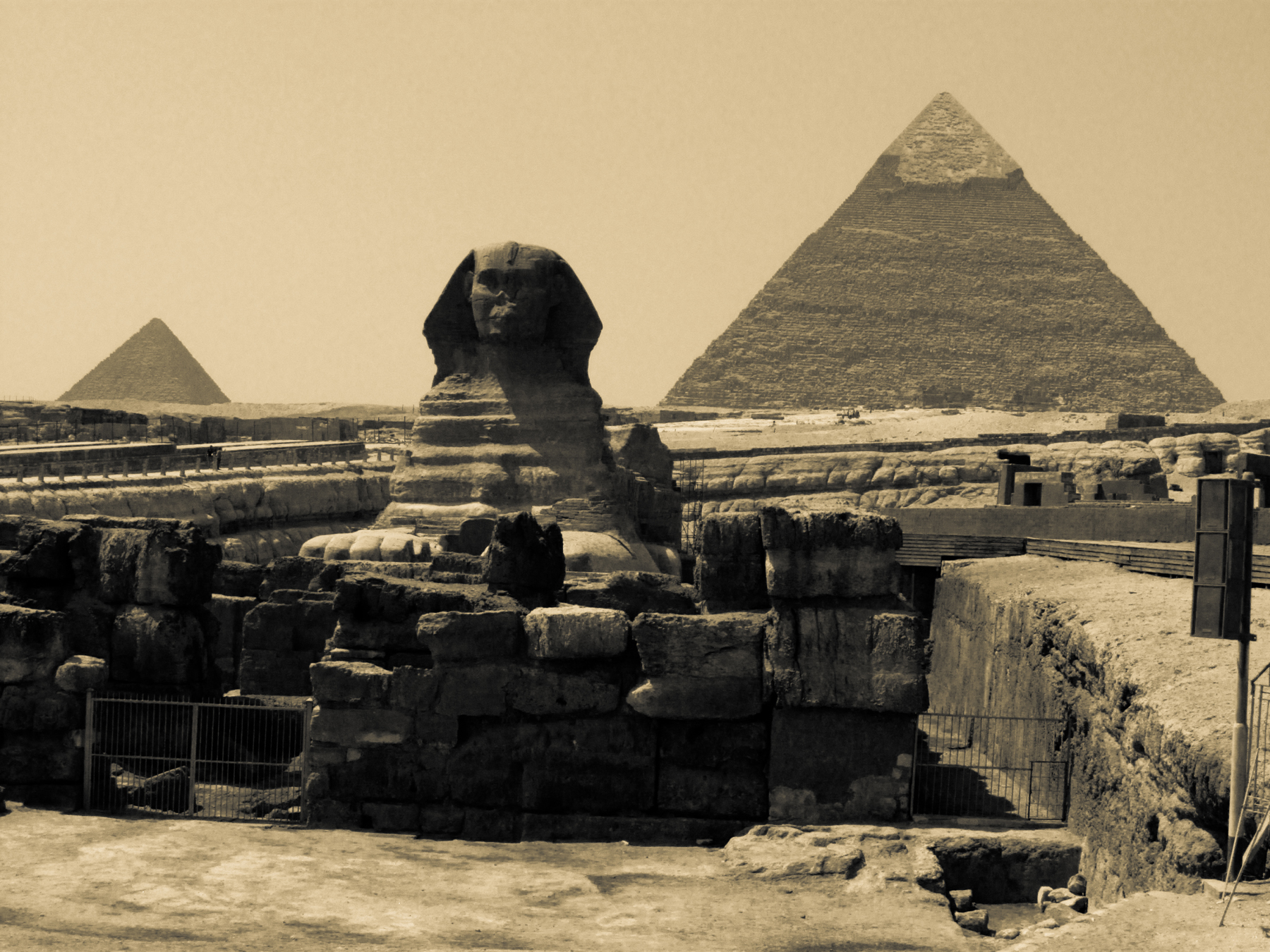
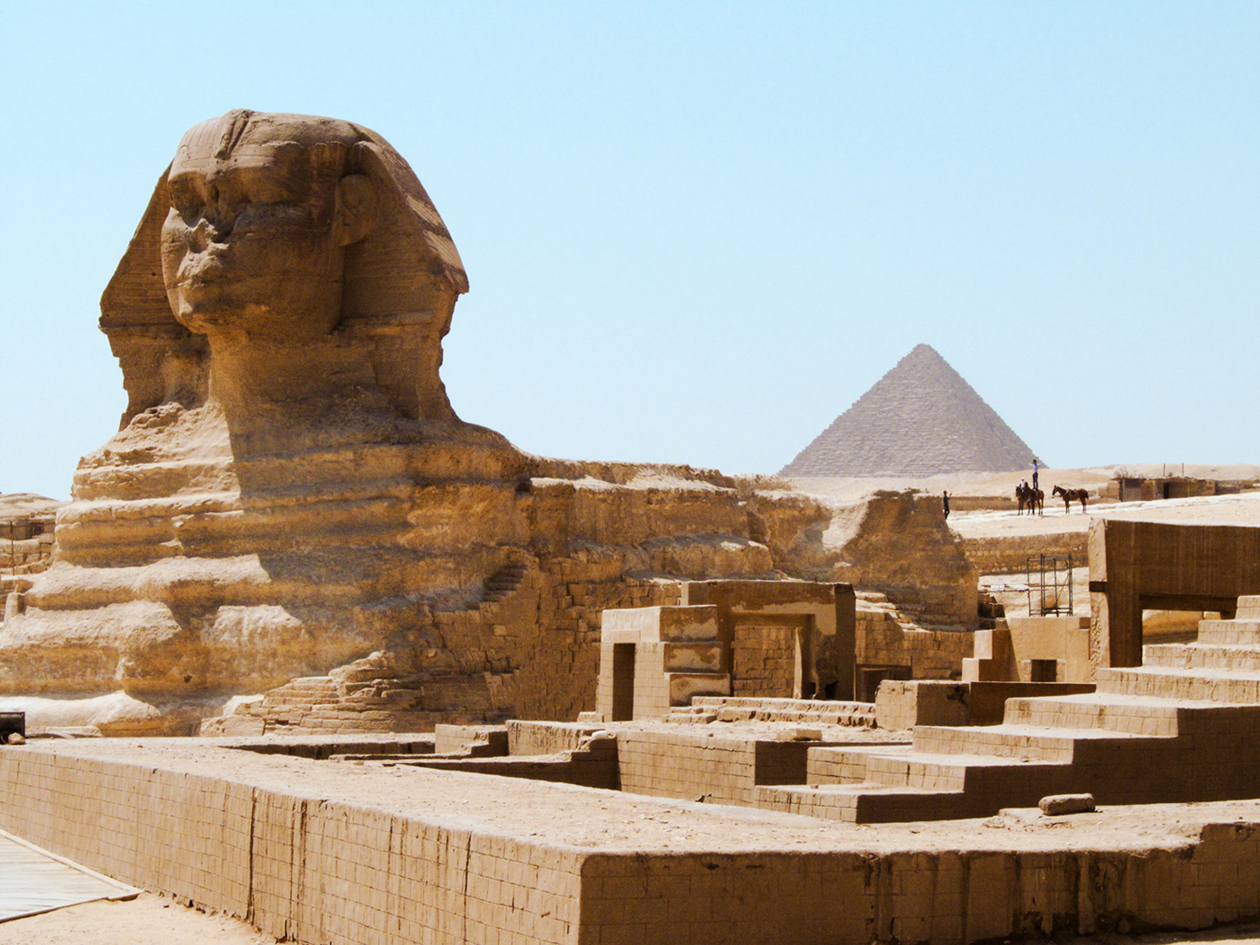